# East Side, West Side (1949)
East Side, West Side is een Amerikaanse dramafilm uit 1949 onder regie van Mervyn LeRoy. De film werd destijds in Nederland uitgebracht onder de titel Verstrikte levens.

## Verhaal
Brandon en Jessie zijn gelukkig getrouwd. Tijdens een van de vele uitgeversfeestjes treft Brandon een oude vlam. Hij vertelt Jessie de waarheid over het voorval en zij gelooft hem, maar de vrouw blijft hem verleiden.

## Rolverdeling
| Acteur            | Personage             |
| ----------------- | --------------------- |
| Barbara Stanwyck  | Jessie Bourne         |
| James Mason       | Brandon Bourne        |
| Van Heflin        | Mark Dwyer            |
| Ava Gardner       | Isabel Lorrison       |
| Cyd Charisse      | Rosa Senta            |
| Nancy Reagan      | Helen Lee             |
| Gale Sondergaard  | Nora Kernan           |
| William Conrad    | Luitenant Jacobi      |
| Raymond Greenleaf | Horace Elcott Howland |
| Douglas Kennedy   | Alec Dawning          |
| Beverly Michaels  | Felice Backett        |
| William Frawley   | Bill                  |
| Lisa Golm         | Josephine             |
| Tom Powers        | Owen Lee              |